# Кішон (річка)
Річка Кішон (івр. נחל הקישון) — річка в Ізраїлі, що протікає долиною Їзреел. Річка починається біля гори Гільбоа в Галілеї та впадає у затоку Хайфа Середземного моря. Біля її гирла знаходиться порт Кішон.